# 加蘭蘇瓦

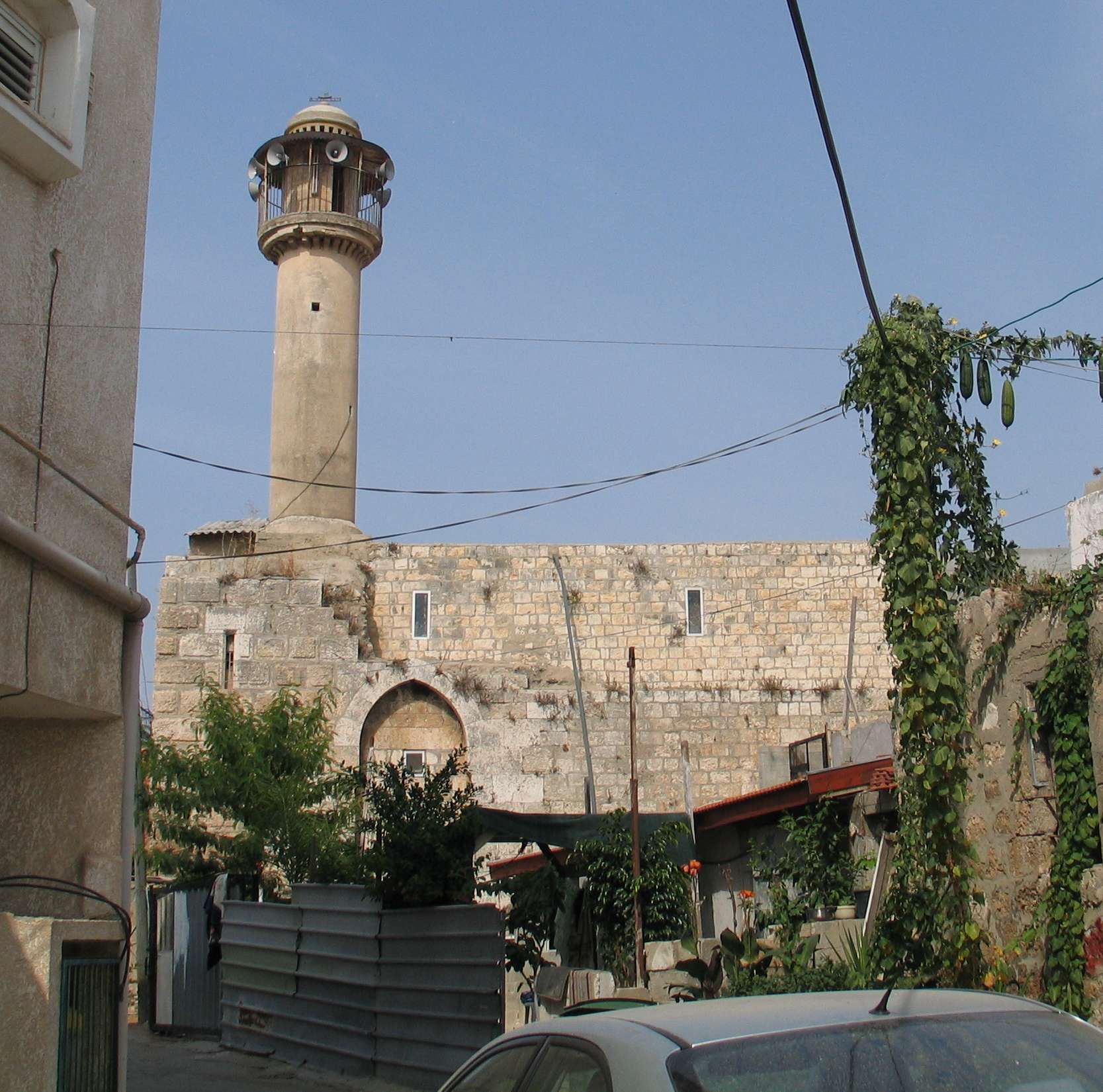

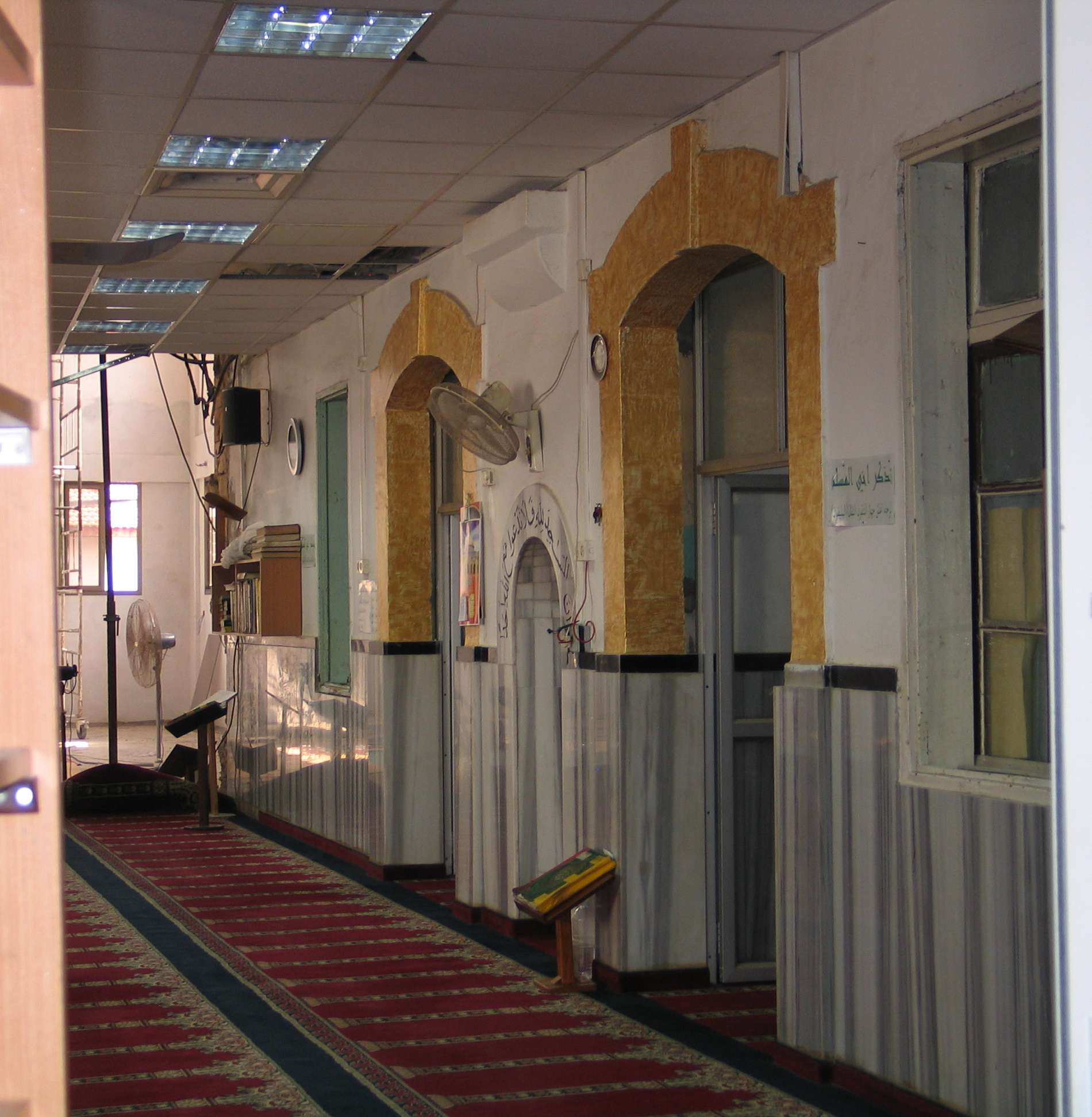

加蘭蘇瓦是以色列的城市，位於該國中部，距離地中海14公里，由中央區負責管轄，面積7.8平方公里，2008年人口18,500，居民主要信奉伊斯蘭教。